# ۲۰۰۲

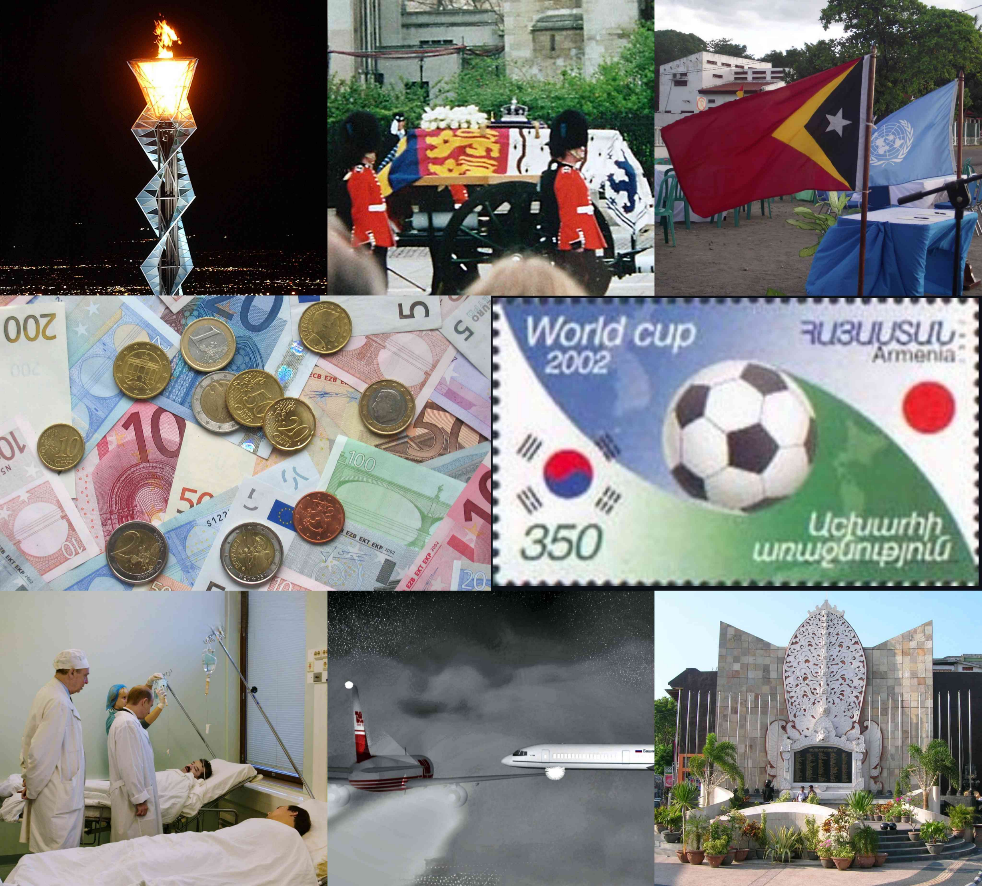

سال ۲۰۰۲ (دوهزار و دو) میلادی یک سال عادی در گاه‌شماری میلادی بود که از آغاز سه شنبه ۱ ژانویه ۲۰۰۲ شروع شد و در پایان سه شنبه ۳۱ دسامبر ۲۰۰۲ به پایان رسید. سال ۲۰۰۲ دومین سال از قرن ۲۱ میلادی و نیز دومین سال از هزاره سوم میلادی بود.
دراین سال تیم ملی فوتبال ایران با دو گل عربستان سعودی را در ورزشگاه آزادی شکست داد،گلهای این بازی را علی دایی به ثمر رساند.

## رویدادها

### ژانویه
- ۸ ژانویه - اسکناس و سکه‌های یورو در فرانسه، اسپانیا، آلمان، ایتالیا پرتغال، یونان، فنلاند، لوکزامبورگ، بلژیک، اتریش، ایرلند و هلند رسماً به عموماً عرضه شد.

### فوریه
- ۱ فوریه - آغاز بازی‌های المپیک زمستانی ۲۰۰۲ در شهر سالت لیک سیتی مرکز ایالت یوتا در آمریکا

اولین اسکار انیمیشن - برای انیمیشن شرک.
برگزاری جام جهانی ۲۰۰۲ - در دو کشور آسیایی - ژاپن و کره جنوبی - و قهرمانی برزیل برای پنجمین بار.
اکتبر
۱ - ۹ اکتبر - جنایت قتل میدان کتابی فاطمه (لاله) سحرخیزان ، خیّر و همسر اول ناصر محمدخانی

## زادروزها
- ۵ فوریه – دیویس کلیولند، بازیگر آمریکایی
- ۶ مه – امیلی آلین لیند، بازیگر آمریکایی
- ۱۳ فوریه – سوفیا لیلیس، بازیگر آمریکایی
- ۱۶ آوریل – سیدی سینک، بازیگر

## درگذشت‌ها
- یوزی گال، سازنده و طراح مسلسل یوزی.
- ۱۹ ژانویه – واوا (بازیکن فوتبال)، بازیکن فوتبال برزیلی (ز. ۱۹۳۴)
- ۱۰ فوریه – تراودل یونگه، نویسنده آلمانی (ز. ۱۹۲۰)
- ۱۲ فوریه – جان اریکسن (بازیکن فوتبال)، بازیکن فوتبال دانمارکی (ز. ۱۹۵۷)
- ۱۳ فوریه – وایلون جنینگز، خواننده، موسیقی‌دان، گیتاریست، و خواننده-ترانه‌سرا آمریکایی (ز. ۱۹۳۷)
- ۱۴ فوریه – نندور هیدگوتی، بازیکن فوتبال اهل مجارستان (ز. ۱۹۲۲)
- ۱۶ فوریه – والتر وینترباتم، بازیکن فوتبال بریتانیایی (ز. ۱۹۱۳)
- ۱۹ فوریه – ویرجینیا همیلتون، نویسنده آمریکایی (ز. ۱۹۳۴)
- ۲۷ فوریه – اسپیک میلیگان، فیلمنامه‌نویس، بازیگر، و نویسنده ایرلندی (ز. ۱۹۱۸)
- ۱۲ مارس – اسپیروس کیپیرانو، دیپلمات قبرسی (ز. ۱۹۳۲)
- ۱۳ مارس – هانس-گئورگ گادامر، فیلسوف آلمانی (ز. ۱۹۰۰)
- ۵ آوریل – لین استیلی، خواننده-ترانه‌سرا، موسیقی‌دان، و خواننده آمریکایی (ز. ۱۹۶۷)
- ۸ آوریل – ماریا فلیکس، بازیگر مکزیکی (ز. ۱۹۱۴)
- ۲۲ آوریل – لیندا لاولیس، بازیگر و بازیگر پورنوگرافی آمریکایی (ز. ۱۹۴۹)
- ۲۵ آوریل – لیزا لوپس، خواننده-ترانه‌سرا، بازیگر، خواننده، و آهنگساز آمریکایی (ز. ۱۹۷۱)
- ۱۷ ژوئن – فریتس والتر، بازیکن فوتبال و مربی فوتبال آلمانی (ز. ۱۹۲۰)
- ۲۹ ژوئن – رزماری کلونی، خواننده و بازیگر آمریکایی (ز. ۱۹۲۸)
- ۱۶ ژوئیه – جان کوک، ریاضی‌دان، دانشمند علوم کامپیوتر، و مهندس آمریکایی (ز. ۱۹۲۵)
- ۶ اوت – ادسخر دیکسترا، ریاضی‌دان، فیزیک‌دان، دانشمند علوم کامپیوتر، و مهندس هلندی (ز. ۱۹۳۰)
- ۱۴ اوت – دیو ویلیامز (نوازنده)، موسیقی‌دان و خواننده آمریکایی (ز. ۱۹۷۲)
- ۱۱ سپتامبر – کیم هانتر، بازیگر آمریکایی (ز. ۱۹۲۲)
- ۲۱ سپتامبر – رابرت ال فوروارد، فیزیک‌دان آمریکایی (ز. ۱۹۳۲)
- ۹ اکتبر _ فاطمه لاله سحرخیزان ؛ خیّر ، مقتول جنایت میدان کتابی و همسر اول ناصر محمدخانی [۱][۲]
- ۱۸ اکتبر – نیکولای روکاویشنیکوف، مهندس، فضانورد، و فیزیک‌دان اهل شوروی (ز. ۱۹۳۲)
- ۲۵ اکتبر – ریچارد هریس، تهیه‌کننده، خواننده، بازیگر، نویسنده، و کارگردان ایرلندی (ز. ۱۹۳۰)
- ۹ نوامبر – مرلین سانتانا، بازیگر و موسیقی‌دان آمریکایی (ز. ۱۹۷۶)
- ۱۹ نوامبر – مکس راینهاردت، بازیگر و کارگردان اتریشی (ز. ۱۹۱۵)
- ۲۴ نوامبر – جان رالز، فیلسوف آمریکایی (ز. ۱۹۲۱)
- ۳ دسامبر – گلن کوئین، بازیگر ایرلندی (ز. ۱۹۷۰)

## پیوندها
- تقویم سال ۲۰۰۲ میلادی